# Aleš Kladivo
Aleš Kladivo (19. ledna 1933 – 3. ledna 2004) byl český a československý politik, po sametové revoluci poslanec Sněmovny lidu Federálního shromáždění za HSD-SMS, později politik menších moravistických stran.

## Biografie
Ve volbách roku 1990 byl zvolen za HSD-SMS do Sněmovny lidu (volební obvod Jihomoravský kraj).Hnutí HSD-SMS na jaře 1991 prošlo rozkolem, po němž se poslanecký klub rozpadl na dvě samostatné skupiny. Aleš Kladivo pak v květnu 1991 přestoupil do klubu Hnutí za samosprávnou demokracii - Společnost pro Moravu a Slezsko 2. Ve Federálním shromáždění setrval do voleb roku 1992.
Uvádí se jako jeden ze zakladatelů Hnutí za samosprávnou demokracii - Společnosti pro Moravu a Slezsko. V červnu 1991 patřil mezi řečníky na pohřbu Boleslava Bárty.
V 90. letech se uvádí jako předseda menší formace Hnutí za samosprávnou demokracii Moravy a Slezska, jež měla sehrát jistou roli v reorganizačních snahách moravistů a která byla zřízena coby satelitní strana při Českomoravské straně středu. V komunálních volbách roku 2002 neúspěšně kandidoval do zastupitelstva městské části Brno-střed za Moravskou demokratickou stranu. Uvádí se jako důchodce.
Zemřel 3. ledna 2004, smuteční obřad se konal 9. ledna 2004 na brněnském ústředním hřbitově.